# Milestone Records
Pour les articles homonymes, voir Milestone.
Milestone est un label américain de jazz. Il est fondé en 1966 à New York par le producteur de jazz Orrin Keepnews et le pianiste Dick Katz. 
Les premières années de sa création, le label comprend des musiciens tels que Joe Henderson, Nat Adderley ou Martial Solal mais Keepnews peine à attirer de nouveaux musiciens reconnus. En 1973, la société californienne Fantasy fait l'acquisition du label Milestone et permet à Keepnews de rééditer de nouveaux enregistrements. L'arrivée en 1972 du pianiste McCoy Tyner et du saxophoniste Sonny Rollins puis de Ron Carter l'année suivante offre une plus grande reconnaissance au label.
Milestone a également réédité de nombreuses séances d'enregistrement historique de jazz et de blues, comprenant celles de Jelly Roll Morton, King Oliver et du groupe de jazz New Orleans Rhythm Kings enregistrées à l'origine dans les années 1920 pour le label Gennett.
Des albums de blues paraissent également mais en quantité plus faible, principalement produit par Pete Welding comme Driftin' Slim.
Une société éponyme dirigée par le musicien rockabilly Werly Fairburn était active dans les années 1950 et publiait des œuvres musicales comme les groupes américains The Jodimars et The Blue Jays.